# Stanko Jurić
Stanko Jurić (Split, Croacia, 16 de agosto de 1996) es un futbolista croata. Juega como centrocampista y su equipo actual es el Real Valladolid C. F. de la Segunda División de España.

## Trayectoria

### Dugopolje
Nacido en Split, Jurić comenzó su carrera juvenil en la academia del NK Dalmatian Split, antes de unirse al NK Adriatic Split. En 2012, se unió a las categorías juveniles del NK Dugopolje. Tres años más tarde fue ascendido al equipo profesional (que acababa de descender a la segunda división) y firmó contrato hasta 2019. En su primera temporada con el primer plantel, jugó 25 veces. Posteriormente, cimentó su lugar en el equipo, jugando con regularidad y también fue nombrado capitán del club.

### Hajduk Split
En medio de informes sobre el interés de Hajduk, Rijeka y Osijek en ficharlo, se unió a Hajduk Split el 15 de febrero de 2018 por un contrato de dos años. Jurić  comenzó jugando 14 partidos y marcando un gol para el filial en la temporada 2017-18. Durante la temporada 2017-2018 comenzó a entrenar con el Hajduk Split y pasó a formar parte del club en partidos amistosos.  
El 2 de agosto de 2018, debutó con el primer equipo en la victoria por 3-2 sobre el Slavia Sofia en la UEFA Europa League. Entra en reemplazo del lesionado Dino Beširović, marcó un gol en el minuto 24 del partido. Dedicó su gol a su difunto abuelo.
Su primer gol en liga fue contra el Lokomotiva Zagreb en la segunda ronda de la Prva HNL 2018-19.
En junio de 2019, después de hacer 30 apariciones en el primer equipo en la temporada 2018-19, Jurić firmó un nuevo contrato con Hajduk, que durará hasta el 30 de junio de 2021.
El 27 de octubre de 2020 renueva hasta el 30 de junio de 2022.

### Parma
En verano de 2021 fue traspasado al Parma Calcio 1913 de la Serie B (Italia) por 2 000 000 €, firmando un contrato hasta 2025. En sus dos primeras temporadas fue titular indiscutible llegando a disputar 71 partidos en los que logró marcar 4 goles a pesar de jugar de pivote. 
Su primer partido fue en la eliminatoria de la Copa Italia 2021-22 contra el Lecce en la que su equipo quedó eliminado tras perder 1-3. Cinco días después hizo su debut en la Serie B en un empate 2-2 fuera de casa con el Frosinone Calcio. Su primer gol con el equipo italiano lo marcó el 12 de septiembre, en la victoria a domicilio por 0-4 ante el Pordenone Calcio. Fue en el minuto 83 de tiro cruzado raso.
La temporada 2023-24 fue cedido al Real Valladolid C. F. de España.

### Real Valladolid C. F.
El 20 de agosto de 2023 se hizo oficial su cesión por una temporada con opción de compra al Real Valladolid C. F. de la Segunda División de España, equipo recién descendido de la máxima categoría del fútbol español.
El 29 de mayo de 2024 una vez conseguido el ascenso con el Real Valladolid C. F. a la Primera División de España se hizo efectivo su fichaje hasta el 30 de junio de 2027.

## Estadísticas
Actualizado a 3 de mayo de 2025.
| Dugopolje · Croacia                                                                                            | 2015–16       | Druga HNL                  | 25  | 0  | 0  | 0 | — | — | 25  | 0  |
| Dugopolje · Croacia                                                                                            | 2016–17       | Druga HNL                  | 21  | 2  | 0  | 0 | — | — | 21  | 2  |
| Dugopolje · Croacia                                                                                            | 2017–18       | Druga HNL                  | 15  | 1  | 0  | 0 | — | — | 15  | 1  |
| Dugopolje · Croacia                                                                                            | Total         | Total                      | 61  | 3  | 0  | 0 | — | — | 61  | 3  |
| Hajduk Split II · Croacia                                                                                      | 2017–18       | Druga HNL                  | 14  | 2  | 0  | 0 | — | — | 14  | 2  |
| Hajduk Split II · Croacia                                                                                      | 2018–19       | Druga HNL                  | 1   | 0  | 0  | 0 | — | — | 1   | 0  |
| Hajduk Split II · Croacia                                                                                      | Total         | Total                      | 15  | 2  | 0  | 0 | — | — | 15  | 2  |
| Hajduk Split · Croacia                                                                                         | 2018–19       | Prva HNL                   | 24  | 3  | 3  | 1 | 3 | 1 | 30  | 5  |
| Hajduk Split · Croacia                                                                                         | 2019–20       | Prva HNL                   | 22  | 1  | 2  | 1 | 2 | 0 | 26  | 2  |
| Hajduk Split · Croacia                                                                                         | 2020–21       | Prva HNL                   | 33  | 1  | 2  | 0 | 2 | 0 | 37  | 1  |
| Hajduk Split · Croacia                                                                                         | Total         | Total                      | 79  | 5  | 7  | 2 | 7 | 1 | 93  | 8  |
| Parma · Italia                                                                                                 | 2021-22       | Serie B                    | 36  | 3  | 1  | 0 | — | — | 37  | 1  |
| Parma · Italia                                                                                                 | 2022-23       | Serie B                    | 31  | 0  | 3  | 1 | — | — | 34  | 1  |
| Parma · Italia                                                                                                 | Total         | Total                      | 67  | 3  | 4  | 1 | — | — | 71  | 4  |
| Real Valladolid C. F. · España                                                                                 | 2023-24       | Segunda División           | 38  | 2  | 0  | 0 | — | — | 38  | 2  |
| Real Valladolid C. F. · España                                                                                 | 2024-25       | Primera División de España | 26  | 0  | 2  | 0 | — | — | 28  | 0  |
| Real Valladolid C. F. · España                                                                                 | 2025-26       | Segunda División de España |     |    |    |   | — | — |     |    |
| Real Valladolid C. F. · España                                                                                 | Total         | Total                      | 64  | 2  | 2  | 0 | — | — | 66  | 2  |
| Total carrera                                                                                                  | Total carrera | Total carrera              | 286 | 15 | 13 | 3 | 7 | 1 | 306 | 19 |
| (1) Incluye datos de Copa de Croacia, Copa Italia y Copa del Rey. (2) Incluye datos de Liga Europa de la UEFA. |               |                            |     |    |    |   |   |   |     |    |